# Xã Carson, Quận Fayette, Illinois
Xã Carson (tiếng Anh: Carson Township) là một xã thuộc quận Fayette, tiểu bang Illinois, Hoa Kỳ. Năm 2010, dân số của xã này là 141 người.